# Verlag Enzyklopädie
Der VEB Verlag Enzyklopädie Leipzig wurde ein am 1. November 1956 durch die Deutsche Demokratische Republik gegründet. Im Jahr 1964 wurde der Verlag mit dem größeren VEB Bibliographisches Institut, mit dem er schon vorher kooperiert hatte, organisatorisch verschmolzen, wahrte aber seine rechtliche Selbstständigkeit.
Ursprünglich sollte der Verlag dem Export von Werken verstaatlicher Lexikonverlage dienen. Dieses Vorhaben misslang. Der Verlag spezialisierte sich auf Sprachen, sein Programm umfasste Wörterbücher, Grammatiken, Sprachlehrbücher und Sprachführer sowie linguistische Zeitschriften. Hierzu zählten ab 1980 die Zeitschrift für Anglistik und Amerikanistik und die Zeitschrift für Germanistik.
Eine 1981 erschienen Gesamtbibliographie des Verlages verzeichnete 800 Titel in 60 Sprachen. Im Jahr 1988 betrug die Zahl der Titel, die von den 235 Mitarbeitern gemeinsam mit dem VEB Bibliographisches Institut verlegt wurden, insgesamt 246, darunter 121 Erstausgaben.
Schon vor der Deutschen Wiedervereinigung wurden die Verlage Enzyklopädie und Bibliographisches Institut am 27. Juni 1990 in die Bibliographisches Institut & Verlag Enzyklopädie GmbH umgewandelt. Ende Mai 1991 erfolgt der Verkauf an BIFAB Mannheim, am 1. November 1991 der Weiterverkauf an Langenscheidt.